# Munnickaij
Munnickaij of ook wel Munnekei een buurtschap in de gemeenten Drechterland en Hoorn, in de provincie Noord-Holland.
Munnickaij is gelegen aan de zuidoostelijke rand van het industrieterrein Hoorn 80, net ten westen van Schellinkhout. De benaming Munnickaij komt (in vele spellingvarianten) in West-Friesland op die diverse plekken voor, als veldnaam en straatnaam. In De Streek zijn er twee buurtschappen die de naam dragen, zij het met iets andere spelling, de buurtschap bij Schellinkhout Munnickaij en de buurtschap Munnikij bij Andijk. In het West-Fries worden beide Munnekaai genoemd.
De naam 'Kaij' verwijst naar de op hoogte gelegen plaats. Mogelijk betreft hier een klooster of een hofstede is gelegen. 'Munnick' kan daarop duiden, als zijnde de hoge plaats van de monniken. Echter 'Munnick' kan ook verwijzen naar Oud Friese woord 'Munnek' dat op mest duidt. Met name voor de plaats in Schellinkhout wordt hier aan gedacht, deze mest is de onderste laag van de terpachtige hoogte. Onder Munnickaij werden ook de omliggende landerijen bedoeld. In het westelijke deel is in de 20e eeuw een deel van Hoorn 80 komen te liggen.
Dit deel wordt dan ook niet meer onder de buurtschap gerekend. Een klein deel van de buurtschap valt sindsdien ook tot de gemeente Hoorn. Het merendeel van de buurtschap ligt in de gemeente Drechterland. Tot 1970 viel het onder de zelfstandige gemeente Schellinkhout, waarna het tot 1 januari 2006 tot de gemeente Venhuizen behoorde, die toen opging in de gemeente Drechterland. Aan de oostelijke rand van de buurtschap staat De Grote Molen, een poldermolen uit de 17e eeuw.
Stad: Hoorn    
Dorpen: Blokker (Westerblokker) · Zwaag    
Buurtschappen: De Bangert (deels) · De Hulk (deels) · Munnickaij (deels)
Noord-Holland: Steden en dorpen      Nederland: Provincies · Gemeenten
Dorpen: Hem · Hoogkarspel · Oosterblokker · Oosterleek · Schellinkhout · Venhuizen · Westwoud · Wijdenes

Buurtschappen: Binnenwijzend · Blokdijk · De Bangert (deels) · De Buurt · De Hout · De Weed · Kraaienburg · Leekerweg · Munnickaij (deels) · Oostergouw · Oosterwijzend · Oudijk · Tersluis · Westerbuurt · Westerwijzend · Wijmers · Zittend
Noord-Holland: Steden en dorpen      Nederland: Provincies · Gemeenten